# Vajiravudh
Vajiravudh (Rama VI), o imieniu królewskim Phra Mongkut Klao Chao Yu Hua (ur. 1 stycznia 1881 w Bangkoku, zm. 25 listopada 1925 tamże) – król Syjamu z dynastii Chakri, pisarz.
Był synem króla Chulalongkorna. Na tron wstąpił po śmierci ojca 23 października 1910. Po śmierci Vajiravudh następcą został jego młodszy brat Prajadhipok.